# Бойко Савелій Іванович
Савелій Іванович Бойко (1917—1998) — Герой Радянського Союзу (1945).

## Біографія
Народився в 1917 у с. Флорине Бершадського району. Українець. Закінчивши семирічну школу, працював комбайнером, бригадиром тракторної бригади.
У сталінській армії з 1938. Учасник Польського походу РСЧА та інтервенції СРСР до Фінляндії (Радянсько-фінська війна). У боях німецько-радянської війни з червня 1941. Проходив службу на Західному, 1-му Білоруському, 2-му Прибалтійському фронтах СРСР.
За зразкове виконання бойових завдань і виявлені відвагу і геройство Указом Президії Верховної Ради СРСР від 29 червня 1945 року командирові відділення управління зв'язку 17-го гвардійського стрілецького ордена Суворова полку 5-ї гвардійської стрілецької дивізії гвардії старшині Бойку Савелієві Івановичу присвоєно звання Героя Радянського Союзу. Нагороджений орденом Леніна, орденом Вітчизняної війни II ступеня, двома орденами Червоної Зірки, медалями.
У 1970 році переїхав до РРФСР, закінчивши Курський сільськогосподарський інститут. Працював інженером Понирівського райоб'єднання Сільгосптехніки.